# Yui Ichikawa Ame
 (octobre 2017).
Si vous disposez d'ouvrages ou d'articles de référence ou si vous connaissez des sites web de qualité traitant du thème abordé ici, merci de compléter l'article en donnant les références utiles à sa vérifiabilité et en les liant à la section « Notes et références ».
Ame est le premier single de Yui Ichikawa comportant 4 pistes, Ame et Shiny Day, ainsi que les versions karaoké.
1. Ame
2. Shiny Day
3. Ame (Karaoké)
4. Shiny Day (Karaoké)